# Kurkijoki (vattendrag)
Kurkijoki är ett vattendrag i Finland. Det ligger i den nordöstra delen av landet, 700 km norr om huvudstaden Helsingfors. Kurkijoki ligger vid sjön Kaukuanjärvi.